# Шедлер, Вольфганг
Во́льфганг Ше́длер (нем. Wolfgang Schädler; 8 июля 1958, Тризенберг) — лихтенштейнский саночник, выступал за сборную Лихтенштейна во второй половине 1970-х — первой половине 1980-х годов. Участник трёх зимних Олимпийских игр, многократный призёр этапов Кубка мира, участник многих международных турниров и национальных первенств. Также известен как тренер и конструктор саней.

## Биография
Вольфганг Шедлер родился 8 июля 1958 года в общине Тризенберг. Ещё ребёнком вступил в местный саночный клуб, основанный его отцом, начал тренироваться и показывать довольно неплохие результаты. На международном уровне дебютировал уже в возрасте шестнадцати лет, на чемпионате мира в шведском Хаммарстранде занял сорок третье место. В 1976 году на юниорском чемпионате Европы в австрийском Имсте финишировал двадцать первым среди одиночек и одиннадцатым среди двоек. Благодаря череде удачных выступлений удостоился права защищать честь страны на зимних Олимпийских играх в Инсбруке — на одноместных санях боролся за попадание в число сорока лучших, однако во время последнего четвёртого заезда потерпел крушение и не смог добраться до финиша. На двухместных санях вместе со своим партнёром Максом Беком занял девятнадцатое место.
В 1977 году на молодёжном чемпионате Европы в австрийском Игльсе Шедлер был двадцатым в одиночках и пятнадцатым в двойках. Также в этом сезоне побывал на взрослом мировом первенстве в том же Игльсе, показал шестнадцатое время в одиночном разряде и тринадцатое в парном. На чемпионате мира 1979 года в немецком Кёнигсзе занял двенадцатое место среди двоек, тогда как на первенстве Европы в Оберхофе пришёл к финишу девятнадцатым. При этом в общем индивидуальном зачёте Кубка мира он расположился на четвёртой строке. В 1980 году закрыл десятку сильнейших на чемпионате Европы в итальянской Вальдаоре и позже прошёл квалификацию на Олимпиаду в Лейк-Плэсид — в парном разряде со своим напарником Райнером Гаснером был шестнадцатым, тогда как в одиночном не вышел на старт во время третьего заезда, отказавшись таким образом от дальнейшего участия в соревнованиях.
После Олимпиады Шедлер остался в основном составе национальной сборной и продолжил ездить на крупнейшие международные турниры. Так, в 1981 году он финишировал семнадцатым на чемпионате мира в Хаммарстранде, год спустя занял одиннадцатое место на чемпионате Европы в немецком Винтерберге, ещё через год был двадцатым на первенстве мира в американском Лейк-Плэсиде. В 1984 году добрался до пятой позиции на европейском первенстве в Вальдаоре, после чего отправился на Олимпийские игры в Сараево, где выступал исключительно в одиночках и расположился в итоговом протоколе на одиннадцатой строке. В сезоне 1984/1985 в индивидуальной классификации Кубка мира разделил третье место с австрийцем Герхардом Зандбихлером. Последний раз выступал за национальную сборную Лихтенштейна в 1986 году, среди прочих турниров отметился выступлением на первенстве Европы в Хаммарстранде, где занял шестнадцатое место.
Завершив карьеру профессионального спортсмена, Вольфганг Шедлер перешёл на тренерскую работу, в частности, получил приглашение возглавить сборную США по санному спорту. Под его руководством в течение 24 лет американская саночная команда выиграла 13 медалей на чемпионатах мира, 4 олимпийские медали, одержала 4 победы в общем зачёте Кубка мира. Начиная с 2010 года Шедлер является тренером-механиком сборной России, отвечает за конструирование двухместных саней.